# Спорт у Грчкој
Грчка је била седиште древних Олимпијских игара, које су први пут забележене 776. године пре нове ере и два пута је била домаћин модерне Олимпијаде — Летњих олимпијских игара 1896. и 2004. године. Током Параде нација на Олимпијским играма, Грчка је увек на првом месту као земља која је основала древне Олимпијске игре. Једна је од четири земље које су се такмичиле на свим Летњим олимпијским играма од свог оснивања. Укупно су освојили 110 олимпијских медаља (30 златних, 42 сребрне и 38 бронзаних). Године 1896. Грчка је заузела друго место на табели медаља међу свим националним тимовима, освојивши 10 златних медаља. Грчки олимпијски комитет основан је 1894. године, а Међународни олимпијски комитет признат је 1895. године, а први председник био је грчки бизнисмен.
Последњих деценија Грчка је постала значајна у многим спортовима, поготово у фудбалу. Фудбалска репрезентација Грчке победила је на Европском првенству 2004. године. Многи грчки спортисти, такође, су постигли значајан успех и током година су освојили светске и олимпијске титуле у бројним спортовима, попут кошарке, рвања, ватерпола, атлетике, дизања тегова, при чему су многи од њих постали успешни у својим спортовима. Кошарка је стекла популарност у Грчкој након што је клуб АЕК освојио Куп победника купова 1968. године. Репрезентација је победила на Европском првенству 1987. и 2005, а 2006. Грчка је стигла до финала Светског купа.
Успешна организација на Летњим олимпијским играма 2004. допринела је развоју многих спортова и светских терена широм Грчке, а посебно у Атини. Грчки спортисти освојили су укупно 146 медаља у 15 различитих олимпијских спортова на Летњим олимпијским играма, укључујући Олимпијске међуигре 1906, достигнуће које Грчку чини једном од најбољих народа на свету,  на светској ранг листи медаља по престоници.

## Историја

### Олимпијске игре
Грчка је била седиште древних Олимпијских игара, које су први пут забележене у Олимпији 776. године пре нове ере, а два пута су биле домаћин модерним олимпијским играма, Летњим олимпијским играма 1896. и 2004. године; Грчка је такође била домаћин Олимпијских међуигара 1906, које су се у то време сматрале олимпијским играма, али које Међународни олимпијски комитет данас није званично признао. Такмичили су се на свим Летњим олимпијским играма, као једна од четири држава која је то учинила, и већини Зимских олимпијских игара. Њено спортско управно тело је Грчки олимпијски комитет.
Освојивши укупно 116 медаља (33 златне, 43 сребрне и 40 бронзаних), Грчка је освојила 32. место на Вечној табели освојених медаља на олимпијским играма. Њихов најбољи наступ био je на Летњим олимпијским играма 1896. године, када је Грчка освојила друго место на табели са 10 златних медаља, једном мање од Сједињених Држава, највише сребрних (17) и бронзаних (19) медаља, као и највише медаља укупно (46). Након дугог периода, Летње олимпијске игре 1992. године обележиле су напредак и Грчка је направила узастопне рекорде освајања медаља (искључујући рекорд из 1896) у три следеће Олимпијске игре. Грчки спортисти освојили су медаље у 15 различитих спортова, али спортови у којима је грчки тим освојио највише медаља су пре свега атлетика и дизање тегова, као и други спортови попут рвања, гимнастике и стрељаштва. На Летњим Олимпијским играма 1906. Грчка је освојила треће место са 8 златних, 14 сребрних и 13 бронзаних, а на другом месту је иза Француске са 35 медаља; ове медаље званично нису обухваћене бројем олимпијских медаља. Зимски спортови нису развијени у Грчкој, тако да земља до сада није освојила ниједну медаљу на Зимским олимпијским играма.

### Параолимпијске игре
Параспорт је почео да се развија у Грчкој од краја 1970-их. Прво учешће спортиста са инвалидитетом на Параолимпијским играма било је 1976. године. Организација Параолимпијских игара у Атини донела је велики успех. Грчки тим је учествовао у 17 од 19 спортова и освојио 20 медаља (3 злата, 13 сребра и 4  бронзе). На  Параолимпијским играма у Пекингу 2008. грчки тим остварио је највећи успех икада са 24 медаља (5 златних, 9 сребрних и 10 бронзаних). Грчка је на параолимпијским играма освојила укупно 80 медаља.

## Атлетика
Атлетика је још један веома успешан спорт у Грчкој. Грчки спортисти освојили су укупно 29 медаља на Олимпијским играма и 19 медаља на Светском првенству у атлетици на отвореном, док су неки грчки спортисти постигли светску славу својим достигнућима као што су:
- Фани Чалкија која је освојила златну медаљу на Летњим олимпијским играма 2004. у Атини. Током полуфинала је постигла олимпијски рекорд од 52,77 секунди.[20]
- Ники Бакојани освојила је сребрну медаљу на Летњим олимпијским играма 1996. године након такмичења са Стефком Костадиновом.[21] Њен лични најбољи скок од 2,03 метра тренутно је грчки рекорд.
- Периклис Иаковакис који је освојио златну медаљу на Светском јуниорском првенству у Француској са 49,82 секунде, а пет година касније освојио је бронзану медаљу на Светском првенству у атлетици 2003.[22] Постао је европски првак у Гетеборгу у Шведској, а у финалу је постигао рекорд 48,46 секунди.
- Анастасија Келесидоу је грчки бацач диска у пензији, позната по освајању сребрних медаља на Летњим олимпијским играма 2000. и 2004. године.[23] Током каријере постигла је седам рекорда у бацању диска, од којих је најбољи био 67,70 метара.
- Константинос Кентерис освојио је златне медаље на 200 метара на Летњим олимпијским играма 2000, Светском првенству у атлетици 2001. и Европском првенству 2002. године.[24] Кентерис је постао први белaц који је на Олимпијским играма освојио медаљу на 200 метара. Један је од ретких који су претрчали 200 м брже од 20 секунди, са личним најбољим рекордом 19,85 секунди.[25]
- Харалабос Пападиас освојио је златну медаљу на 60 метара на Светском првенству у атлетици у дворани 1997, у времену од 6.50 секунди, први и једини белац који је то урадио до данас.[26]
- Воула Патоулидоу постала је грчка спортска легенда 1992. године, када је победила у женској трци на 100 м на Олимпијским играма у Барселони.[27]
- Екатеринa Таноу освојила је сребрну медаљу на 100 метара на Летњим олимпијским играма 2000. у Сиднеју.[28] Иако је Марион Џоунс признала да је користила стероиде пре и током олимпијских игара у Сиднеју и да јој је одузета златна медаља од стране Међународног олимпијског комитета, Таноуовoj сребрна медаља није замењена у злато јер је 2004. учинила прекршај на допингу.[29] Освојила је 2002. златну медаљу на 100 м на Европском првенству у Минхену.
- Луj Татоумас је грчки скакач у даљ, који је 2. јуна 2007. у Каламати скочио 8.66 метара, постижући лични рекорд.[30] Осми је најбољи скакач у историји и европски рекордер.[31]
- Ана Вероули је бацач копља у пензији. Oсвојила је златну медаљу на Европском првенству 1982. године и бронзану медаљу на Светском првенству 1983.[32]
- Христина Деветзи освојила је сребрну медаљу за троструки скок на Летњим олимпијским играма 2004. са 15.25 и бронзану медаљу са троструким скоком на 2008. са 15.23 м.[33] У полуфиналу Летњих олимпијских игара 2004. постигла је лични рекорд од 15,32 метра.[34]
- Констадинос Гатсиудис је бацач копља, 1990. године постигao је светски јуниорски рекорд и осам државних рекорда током каријере. Његово најбоље лично бацање је 91,69 метара, постигнуто у јуну 2000. године.

Остали грчки спортисти укључују Софију Сакорафу која је 16. септембра 1982. оборила светски рекорд са 74,20 метара. Ламброс Папакостас, грчки скакач увис у пензији, који је на Светском првенству у дворани 1995. и 1997. постигao лични најбољи резултат,  у Атини 1992, 2,36 метара, освојио две сребрне медаље. Такође, легенде прошлости укључују Спиридонa Луисa и Константиносa Циклитирасa.

## Бејзбол
Грчки бејзболски савез основан је 1997. године у циљу припреме грчке репрезентације за Летње олимпијске игре 2004. Првенство бејзбола у Грчкој организовано је 2000. Маруси и Спартакос Глифадас су освојили највише титула 2004. Грчка влада је 2014. године одлучила да укине Грчки бејзболски савез због малог броја активних клубова у овом спорту.

## Кошарка
Грчка има дугу традицију и историју успеха у кошарци. Била је једна од осам чланова оснивача ФИБА 1932. године, а управљачко тело је Грчка кошаркашка федерација, чланица ФИБА Европе. Кошаркашка репрезентација сматра се једном од најбољих; 9. место на ФИБА светској ранг-листи. Освојили су сребрну медаљу на Светском првенству 2006, пошто су у полуфиналу победили Сједињене Државе Џејмса, Вeдja, Бошa, Пoла, Хауардa и Ентониja. Два пута су били европски прваци, 1987. и 2005. године, а освојили су још три медаље на европском нивоу, једно сребро 1989. и две бронзане медаље 1949. и 2009. на Европском првенству. На Летњим олимпијским играма   освојили су 5. место. Златна медаља из 1987. године била је прва победа грчке репрезентације на великом турниру у било ком тимском спорту, тако да је кошарка после тог достигнућа постала изузетно популарна у Грчкој. Омладинске репрезентације Грчке такође су постигле велики успех, освојивши светско и европско првенство и гомилу медаља на свим већим светским и европским турнирима. 
Прва лига је најбоља професионална кошаркашка лига у Грчкој и једна од најјачих у Европи, док је неколико грчких клубова освојило главне европске титуле. У ствари, грчке кошаркашке репрезентације су најуспешније у Евролиги, последњих 25 година, пошто су освојиле 9 Евролига од успостављања Фајнал фор Евролиге 1988. године, док ниједна друга држава није освојила више од 5 првенстава Евролиге у овом периоду. АЕК Атина је била прва грчка екипа, не само која је стигла до финала Европског купа, већ је освојила и европску титулу. АЕК Атина је 4. априла 1968. савладала Славију Праг резултатом 89—82, у Атини пред 80.000 гледалаца. Панатинаикос, шест пута европски прваци и Олимпијакос, три пута европски прваци и четири пута учесници Евролигe, два су најуспјешнија европска клуба и међу најбољим кошаркашким силама у Европи.
Поред 9 Евролига, грчки кошаркашки тимови (Панатинаикос, Олимпијакос, Арис, АЕК Атина, ПАОК, Маруси) освојили су 3 трипла круна, 5 купа Рајмунда Сапорте, 2 купа Радивоја Кораћа и 1 ФИБА Еврокуп челенџ, док су ce сви осим Марусиja пласирали у финале Евролиге. Велики број страних играча се прославило, попут Никоса Галиса, кога многи сматрају једним од највећих играча у историји међународне кошарке, Панајотисa Јанакисa, Панајотисa Фасуласa, Теодоросa Папалукасa, Василисa Спанулисa и Димитрисa Дијамантидисa. Грчки играчи који су играли у НБА су Василис Спанулис, Антонис Фоцис, Андреас Глинијадакис, Костас Папаниколау, Јанис Адетокумбо, Танасис Андетокумбо и Никос Калатес.

## Крикет
Крикет није баш популаран у већем делу Грчке, али је прилично популаран на Крфу. Британци су спорт пренели на Крф за време британске владавине Јонских острва. Скоро све активности овог спорта одвијају се на Крфу. Грчки крикетски савез и већина клубова налазе се на острву. На Крфу су до сада одржана два европска првенства у крикету.

## Фудбал
Фудбал је најпопуларнији тимски спорт у Грчкој. Његово управљачко тело је фудбалски савез основан 1926. године, који је члан Фифe и УЕФА. Фудбалска репрезентација истакла се на Европском првенству 2004. Постигли су 13. место на Фифиној ранг-листи 2009. године, три пута су се квалификовали на Светском првенству 1994, 2010. и 2014, стигавши до осмине финала 2014. године, четири пута за Европско првенство 1980, 2004, 2008. и 2012, а један пут за Куп конфедерације 2005. Грчка има успешне омладинске тимове; тим репрезентација до 21 били су другопласирани на Европском првенству 1988. и 1998, репрезентација до 19 година је била другопласирани на Европском првенству 2007, док је репрезентација од 17 година заузела треће место 1991. и четврто 1996. и 2000.
Званично државно првенство одржано је први пут у сезони 1927—28. Суперлига Грчке је сада највиша професионална лига. Тренутно се налази на 12. месту, док је између 1996. и 2006. сврстана у првих десет најјачих лига у Европи, чији је врхунац био 6. место 2002. и 2003. Куп је први пут одигран у сезони 1931—32. У оба такмичења доминирао је Олимпијакос, који је најуспешнији фудбалски клуб у Грчкој, а следе га друга два велика грчка фудбалска клуба Панатинаикос и АЕК Атина. Олимпијакос је једини грчки тим који је освојио Куп Европе, УЕФА Лига конференције 2024.  Панатинаикос, је био финалиста УЕФА Лиге шампиона у сезони 1970—71, два пута је стигaо до полуфинала. Олимпијакос и АЕК из Атине пласирали су се у четвртфинале у конкуренцији најбољих европских клубова, док су ова три клуба стигла до четвртфинала и на другим великим такмичењима под окриљем УЕФА, а најбољи учинак АЕК Атине био је полуфинални наступ у УЕФА Лиги Европе.

## Мачевање
Мачевање је некада било популарно у Грчкој крајем 19. и почетком 20. века. Грчки мачеловци освојили су олимпијске медаље на првим Олимпијским играма у Атини. Ту спадају Леонидас Пиргос, злато Јоанис Јоргидис, Телемахос Каракалос сребро и Перикле Пјеракос Мавромихалис бронза.

## Хокеј на трави
Постоји приказ игре сличне хокеју из 200. године пре нове ере у Античкoj Грчкoj, када се игра можда звала Κερητιζειν, јер се играла сa рогом налик лопти. Упркос могућем античком пореклу спорта, хокеј на  трави поново добија на популарности у савременој Грчкој. У земљу га је увео Панатинаикос почетком 20. века, али је државно првенство организовано много касније, 1994. године.

## Футсал
Футсал у Грчкој био је активан мање од три деценије. Прва поља овог спорта појавила су се почетком деведесетих година прошлог века и у почетку су служила забави и рекреацији одраслих. Убрзо, спорт постаје организованији и прво службено првенство одржано је крајем 1990-их, конкретно у сезони 1997—98. Званично првенство, Куп и репрезентације регулише фудбалски савез Грчке. Одмах након тога, 1999. године основано је панхеленскo удружење футсал клубова (Πανελληνια Ενωση Ποδοσφαιρικων Σωματειων Σαλας). Сада је првенство одржано уз учешће десет тимова.

## Рукомет
Рукомет је у Грчкој мање популаран, али све већи тимски спорт. Рукометна репрезентација Грчке завршила је на шестом месту од 24 тима на Светском првенству 2005. године, у свом првом (и до сада једином) такмичењу. На Летњим олимпијским играма 2004. године завршила је на 6. месту. Грчка је завршила на четвртом месту од 6 тимова у групи Б, победивши  рукометну репрезентацију Бразила и Египта, пре него што је у четвртфиналу изгубила од Хрватске, а потом победила Јужну Кореју, пре него што је изгубила од Француске.

## Хокеј на леду
Хокеј на леду је у Грчкој пренет 1984. године, од Грка у иностранству. Федерација спортова на леду Грчке основана је две године касније, 1986, а прво првенство је одржано 1989. године. Спорт је имао проблема због недостатка клизалишта у Грчкој.

## Кик-бокс
Кик-бокс у Грчкој имао је вишеструке сјајне борце. Није један од најпопуларнијих спортова у Грчкој, али има своје успешне спортисте.
- Мајк Замбидис је светски првак у кик-боксу и петнаести светски шампион. Сматра се једним од најбољих кик-боксера ја свету.

Кик-бокс је, међутим, много популарнији у дијаспори, посебно у Мелбурну у Аустралији, који има много успешних спортиста, као што су:
- Стен Лонгинидис, некадашњи светски шампион, а многи га сматрају најбољим кик-боксером (по међународним правилима).[61]
- Тоска Петридис, бивши светски шампион.

## Модерни петобој
До 2000. године, олимпијски спорт модерни петобој (трчање, пуцање, пливање, мачевање, јахање) био је један од спортова федерације СЕГАС. Године 2000. основана је грчка федерација модерног петобоја. Седиште му је у Атини.

## Мото-спорт
Грчка организује Акропољ рели један од најтежих релија на Светском првенству. Због планинског терена путеви су непредвидиви.
Упркос страсти грчког народа према Формули 1 и Мото ГП-у, не постоји тркачка стаза која би задовољила услове за организовање таквог догађаја. Претпоставља се да ће ce изградити тркачка стаза, која испуњава стандарде, али то тек треба да се деси. Међутим, Серес испуњава стандарде формуле 3. Упркос томе, грчки народ задовољава страст према мото спортовима тако што организује брзе трке и дрифтинг.
Угледни грчки возачи су:
- Арис Вовос[62]
- Алекс Фонтана

## Рагби
Рагби савез и рагби лига никада нису били много популарни у Грчкој, али су се почели развијати током 1990-их.
Оснивањем савеза рагбија 2004. године, створена су и државна првенства, попут народних тимова.
Домаћа рагби лига почела је 2011. у региону Пиреја, а од 2012. редовни турнири се одржавају у Атини, Пиреју и Солуну.
Од 2014. рагби савез је под окриљем рукометне федерације.
Од 2016. рагби лига је под окриљем федерације модерног петобоја.
Народна рагби лига се 9. новембра 2019. квалификовала за Светско првенство 2021. пошто је у Београду победила Србију у квалификацијама 82—6.

## Стрељаштво
Стрељаштво је било врло популарно код Грка крајем 19. и почетком 20. века. Неколико грчких стрелаца освојило je бројне олимпијске медаље првих олимпијада (Пантелис Карасевдас, Јоргос Орфанидис, Јоанис Франгудис златo, Павлос Павлидис, Александрос Теофилакис, Јоанис Теофилакис, сребрo, Николаос Трикупис, Николаос Моракис, Анастасиос Метаксас бронза).
Нови пораст популарности у стрељаштву примећен је након што је Ана Коракаки освојила 1 златну и 1 бронзану медаљу на Летњим олимпијским играма 2016. године.

## Једрење и веслање
Грчка излази на Егејско, Јонско и Средоземно море, тако да није чудно што је једрење популаран спорт. Грчки спортисти освојили су 7 медаља у једрењу и 2 у веслању на олимпијским играма, као и бројне златне медаље на светским и европским првенствима. Неки од најистакнутијих грчких спортиста у једрењу и веслању укључују светске и олимпијске шампионе као што су:
- Николас Какламанакис, грчки освајач златне медаље у сурфовању, који је запалио олимпијску бакљу на церемонији отварања Летњих олимпијских игара 2004. године у Атини.[64]
- Анастасиос Боунтоурис, грчки морнар, који се такмичио на шест Олимпијских игара између 1976. и 1996. године. Први је Грк који се такмичио на шест олимпијских игара. Освојио је бронзану медаљу на Олимпијским играма 1980.[65]
- Софија Бекатороу, која је учествовала у преко 470 догађајa, укључујући Летњe олимпијскe игрe 2004. године, где је освојила златну медаљу. Освојила је и 4 светска првенства.[66]
- Јоргос Заимис, грчки морнар и олимпијски шампион, који су се заједно са Константином II и Одисејом Ескидиоглуом такмичили на Летњим олимпијским играма 1960. у Риму и освојили златну медаљу.[67]
- Василиос Полимерос, грчки веслач, освојио је бронзану медаљу на Летњим олимпијским играма 2004. у Атини, а сребро 2008. у Пекингу. Освојио је и једну златну и 3 сребрне медаље на светским првенствима.[68]
- Димитриос Моугиос је грчки веслач, који је на Летњим олимпијским играма 2008. у Пекингу освојио сребрну медаљу.

На Европском првенству у веслању, Грчка је освојила више златних медаља него било ко други. У ствари, Грчка је заузела прво место по броју медаља.

## Пливање и роњење
Пливање и роњење два су спорта којима су грчки спортисти остварили значајне победе на Олимпијским играма, Светским и Европским првенствима. Неки истакнути грчки пливачи су олимпијски шампиони: Спиридон Хасапис и Ефстатиос Хорофас. Томас Бимис и Николас Сиранидис направили су историју освојивши прву златну медаљу у роњењу у Грчкој и прво злато на Олимпијским играма у Атини 2004. године. Ронилачки пар је због тога постао веома популаран у Грчкој.

## Тенис
Тенис се развија у Грчкој током последњих деценија. Елени Данилиду је постигла велики успех, освојивши 5 ВТА. Неколико играча грчког порекла, попут Питa Сампрасa и Маркa Филипусисa, постали су веома познати широм света. Грчко-кипарска звезда Маркос Багдатис има много фанова. Грчка, такође, има неколико других играча на међународном нивоу, попут Константиноса Економидиса, Ане Герасимоу и Иринe Георгатоу. Од 2016. године, започела је нова ера овог спорта у Грчкој са Маријом Сакари, а 2017. на АТП-у се појавиo Стефанос Циципас.

## Триатлон
Триатлон је олимпијски спорт који укључује трчање, пливање и вожњу бициклом. Под окриљем је федерације модерног петобојa. Године 2004. одржано је такмичење у Атини. У мушкој категорији златну медаљу освојио је Хамиш Картер (Нови Зеланд), сребрну Беван Дочерти (Нови Зеланд), а бронзану Свен Риедерер (Швајцарска). У женској категорију златну медаљу освојила је Кејт Ален (Аустрија), сребрну Лорета Хароп (Аустралија), а бронзану Сузана Вилијамс (Америка).

## Одбојка
Одбојка је популаран спорт у Грчкој који контролише одбојкашки савез, члан ЦЕВ-а. Главна достигнућа репрезентације су две бронзане медаље, једна у Европском првенству у одбојци и друга у Европској одбојкашкој лиги, 5. место на Летњим олимпијским играма и 6. место на светском првенству. Грчка лига сматра се једном од најбољих одбојкашких лига у Европи, а грчки клубови су постигли значајан успех у европским такмичењима. Олимпијакос је најуспешнији одбојкашки клуб у земљи који је освојио највише домаћих титула и једини грчки клуб који је освојио европске трофеје; Освојили су два ЦЕВ купа, два пута су били освајачи ЦЕВ Лиге шампиона, а играли су и у многим финалним европским такмичењима, што их чини једним од највећих одбојкашких клубова у Европи.

## Ватерполо
Грчка се често сматра међународним силама у мушком и женском ватерполу, а њени клубови и репрезентације освојили су велики број награда на међународним такмичењима. Ватерполо репрезентација освојила је сребрну медаљу на Светском купу 1997, две бронзане медаље у Светској лиги 2004. и 2006, бронзану медаљу на Светском првенству 2005. и четврто место на Летњим олимпијским играма 2004. Најважнија достигнућа женске ватерполо репрезентације су златна медаља на Светском првенству 2011, сребрне медаље на Летњим олимпијским играма 2004, 2010. и 2012, као и златне и три бронзане медаље у светској лиги 2005, 2007, 2010. и 2012. године.
Грчке ватерполо лиге су међу врхунским европским лигама, док је неколико грчких клубова постигло међународни успех. У мушким такмичењима, Олимпијакос је један од највећих европских ватерполо клубова који је 2002. освојио једну ЛЕН титулу у евролиги и суперкуп, једини грчки клуб који је учествовао у још три финала, једном у ЛЕН Евролиги и две у ЛЕН Купу победника купова. Вулијагменис је 1997. освојио ЛЕН Куп победника купова, а једном су били и победници у ЛЕН Купу Европе. У женским такмичењима су грчки клубови доминирали у европским такмичењима током 2000-их; Вулијагменис, трострука првакиња ЛЕН Лиге шампиона и ЛЕН Купа Европе једном, и Глифада, са два европска првенства, су две најуспешније. Етникос Пиреј је, такође, освојио ЛЕН Куп Европе, док је Олимпијакос у истом такмичењу стигао до финала.
Димитриос Диатесопоулос познат је као отац грчког ватерпола.

## Дизање тегова
Дизање тегова је за Грке био најуспешнији појединачни спорт, јер је национални тим редовно освајао златне медаље на Олимпијским играма и осталим међународним такмичењима. Грчки дизачи тегова су освојили укупно 15 медаља на Олимпијским играма од којих је 6 златних, 5 сребрних и 4 бронзаних. На Светском првенству грчки тим освојио је укупно 111 медаља (70 код мушкараца и 41 код жена), од којих је 26 било злато. Грчки дизачи тегова су током година поставили многе светске и олимпијске рекорде који су спортски свет присилили да грчки тим средином деведесетих година прошлог века именује за „тим из снова“. Неки од највећих дизача тегова у историји спорта укључују и грчке легенде као што су:
- Пирос Димас, грчки дизач тегова из Северног Епира. Троструки олимпијски шампион, вишеструки светски и европски шампион. Широм света сматра се једним од највећих спортиста у историји овог спорта и најуспешнијим дизачем тегова на Олимпијским играма.[96]
- Кахи Кахисхвили, један је од само четири дизача тегова који је освојио три узастопне златне медаље на Олимпијским играма.[97]
- Виктор Митру, дизач тегова у пензији. Освојио је медаљу током Летњих олимпијских игара 2000. године, у мушкој категорији 77 кг.[98]
- Димитриос Тофалос, дизач тегова почетком 20. века, освојио је златну медаљу у Олимпијским међуиграма 1906, постигавши светски рекорд који је трајао до 1914. године.[99]

## Рвање
Облици рвања који су данас познати као грчко-римски и слободни стил пореклом су из земља на источном крају Средоземног мора. У овим земљама становали су стари Грци и развијали су уметност рвања. Рвање са Грцима није било само део режима за обуку војника, већ и део свакодневице. Чак је и модерно рвање било једно од најзначајнијих олимпијских спортова у Грчкој, који је произвео бројне олимпијске и светске прваке и пружио тренутке славе земљи. Грчка је освојила 11 медаља на модерним Олимпијским играма и више медаља на светским и европским првенствима, што показује да овај спорт чини једним од најуспешнијих за земљу на глобалном нивоу. Неки од најзначајнијих грчких рвача су:
- Стелиос Мигијакис, такмичио ce на Летњим олимпијским играма 1980. у Москви и освојио златну медаљу у грчко-римском рвању.[101]
- Јоргос Цитас jе освојио сребрну медаљу на Летњим олимпијским играма 1896. године.[102]
- Петрос Галактопоулос је освојио 3 медаље на Светском првенству и 2 олимпијске медаље, бронзу на Летњим олимпијским играма 1968. и сребро 1972.[103]
- Јоанис Арзоуманидис, двоструки бронзани светски првак[104]
- Артиом Киурекиан, грчко-jeрменски рвач, освојио је бронзану медаљу на Летњим олимпијским играма 2004.[105]

## Истакнути спортски клубови
- У Атини: Панатинаикос, ВК Вулијагменис
- У Пиреју: Олимпијакос

## Угледни спортисти грчког порекла
Грчко-амерички
- Пит Сампрас — сматра ce једним од најбољих тенисера у историји[106]
- Дејв Баутиста — професионални рвач[107]
- Грег Луганис — олимпијски шампион у роњењу

Грчкo-aустралијски
- Марк Филипусис — тенисер[73]

Грчка дијаспора
- Јозеф Пилатеc
- Мориатис
- Пано